# Stereopalpus columbianus
Stereopalpus columbianus là một loài bọ cánh cứng trong họ Anthicidae. Loài này được Hopping miêu tả khoa học năm 1925.